# Rochas Errantes

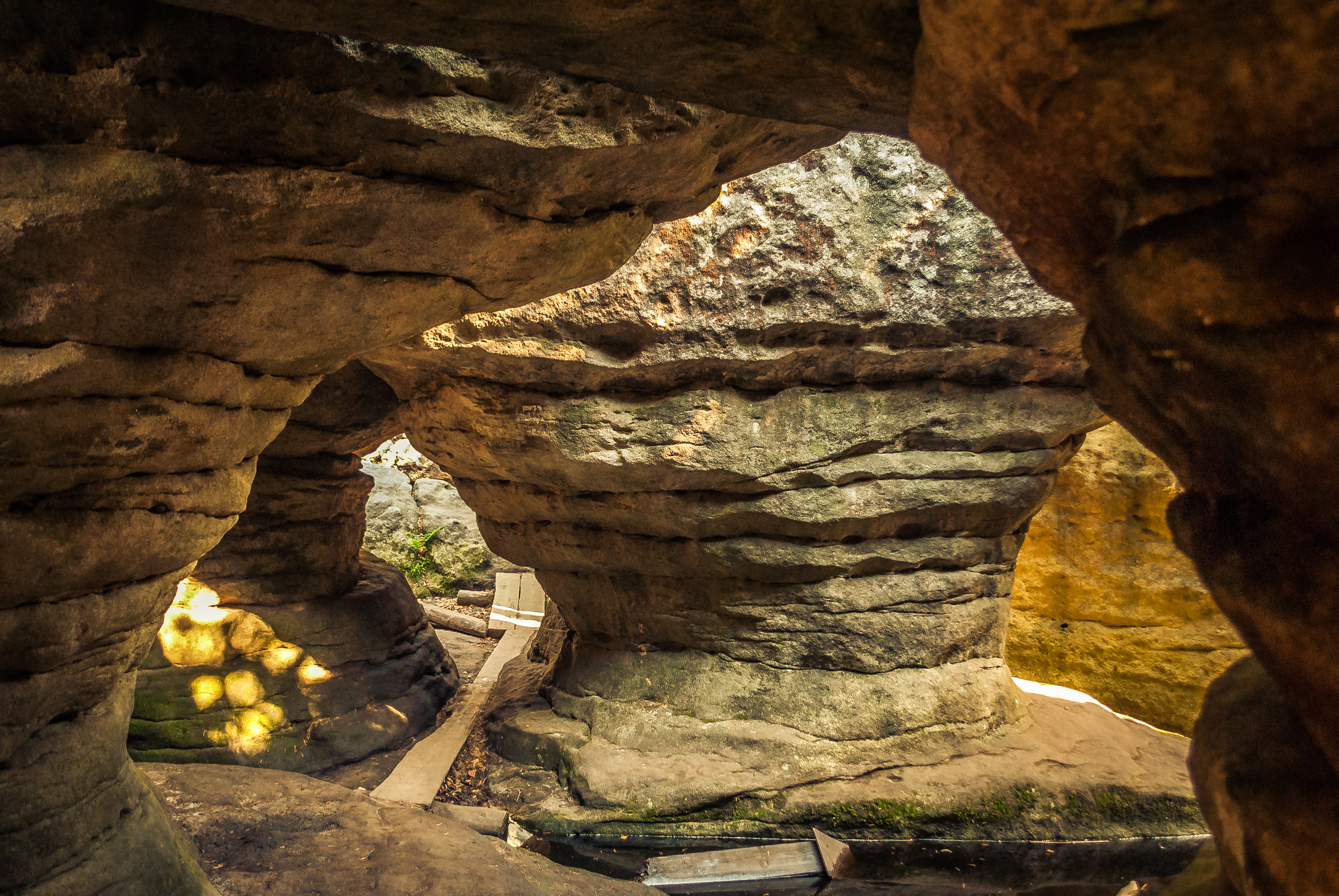
Rochas Errantes – corredores

Błędne Skały (alem. Wilde Löcher) - um complexo de blocos rochosos a uma altitude de 853 m acima do nível do mar, formando um labirinto pitoresco (cidade rochosa), localizado no sudoeste da Polónia nos Sudetes Centrais nas Montanhas Tabulares.

## Localização

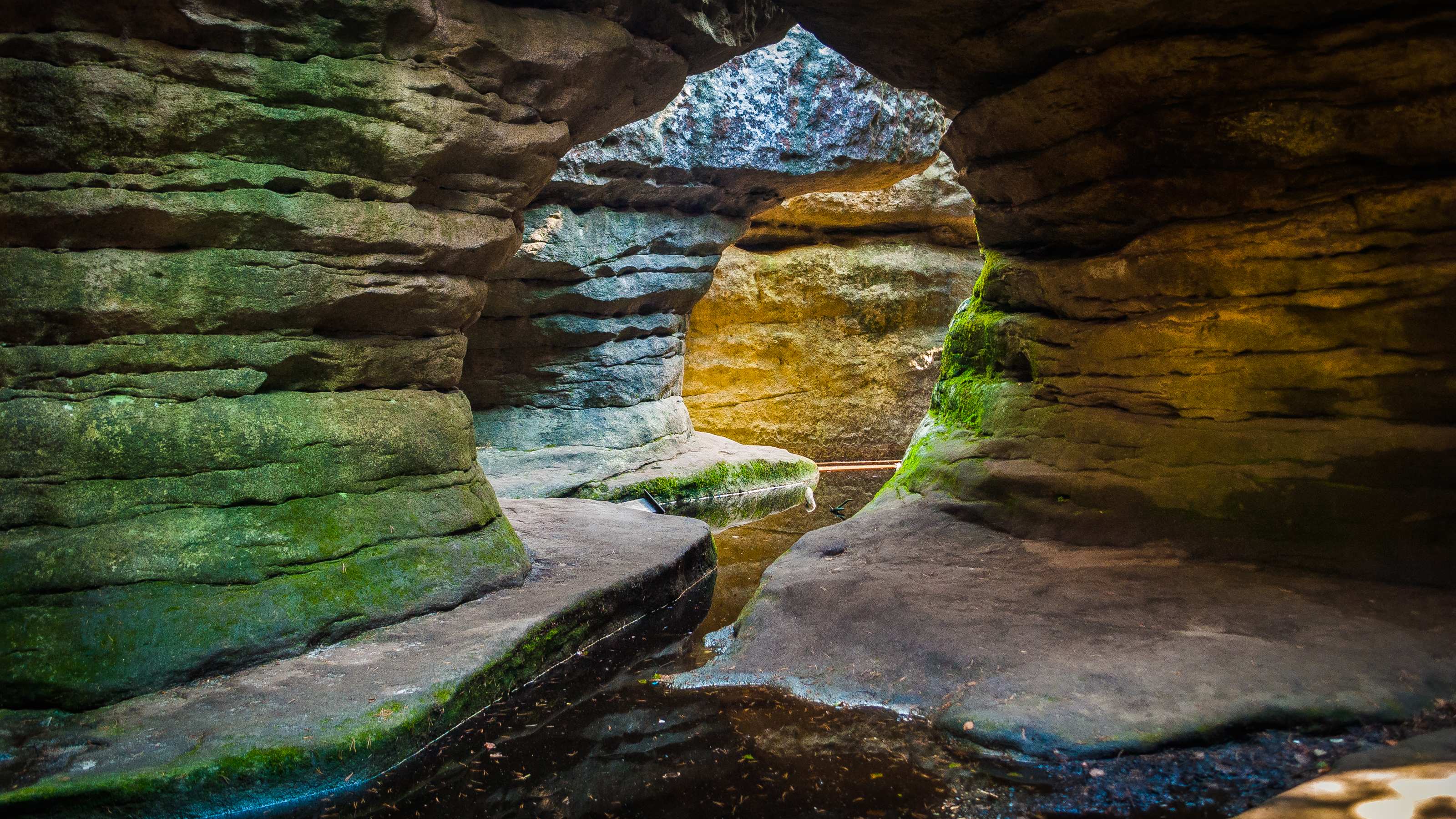
Rochas Errantes – corredores

O labirinto está localizado na área do Parque Nacional das Montanhas Tabulares e cobre a parte noroeste de Stoliwa Skalniak. O labirinto está localizado entre Kudowa-Zdrój e Karłów, perto da fronteira com a República Tcheca. A cidade mais próxima é Bukowina Kłodzka. A área de cerca de 21 ha era uma reserva natural (até a criação do Parque Nacional das Montanhas Tabulares).

## Formação das rochas
Camadas espessas de arenito foram depositadas no fundo do mar do Cretáceo Superior. No Terciário, durante a orogênese alpina, foram criados junto com os Sudetes inteiros. Assim, começou um longo período de erosão e drenagem. Como resultado da resistência desigual das camadas individuais de rocha ao intemperismo e do alargamento das fendas que cruzam o maciço em três direções, foram criados os corredores de largura variável com vários metros de profundidade.

## Trilhas turísticas

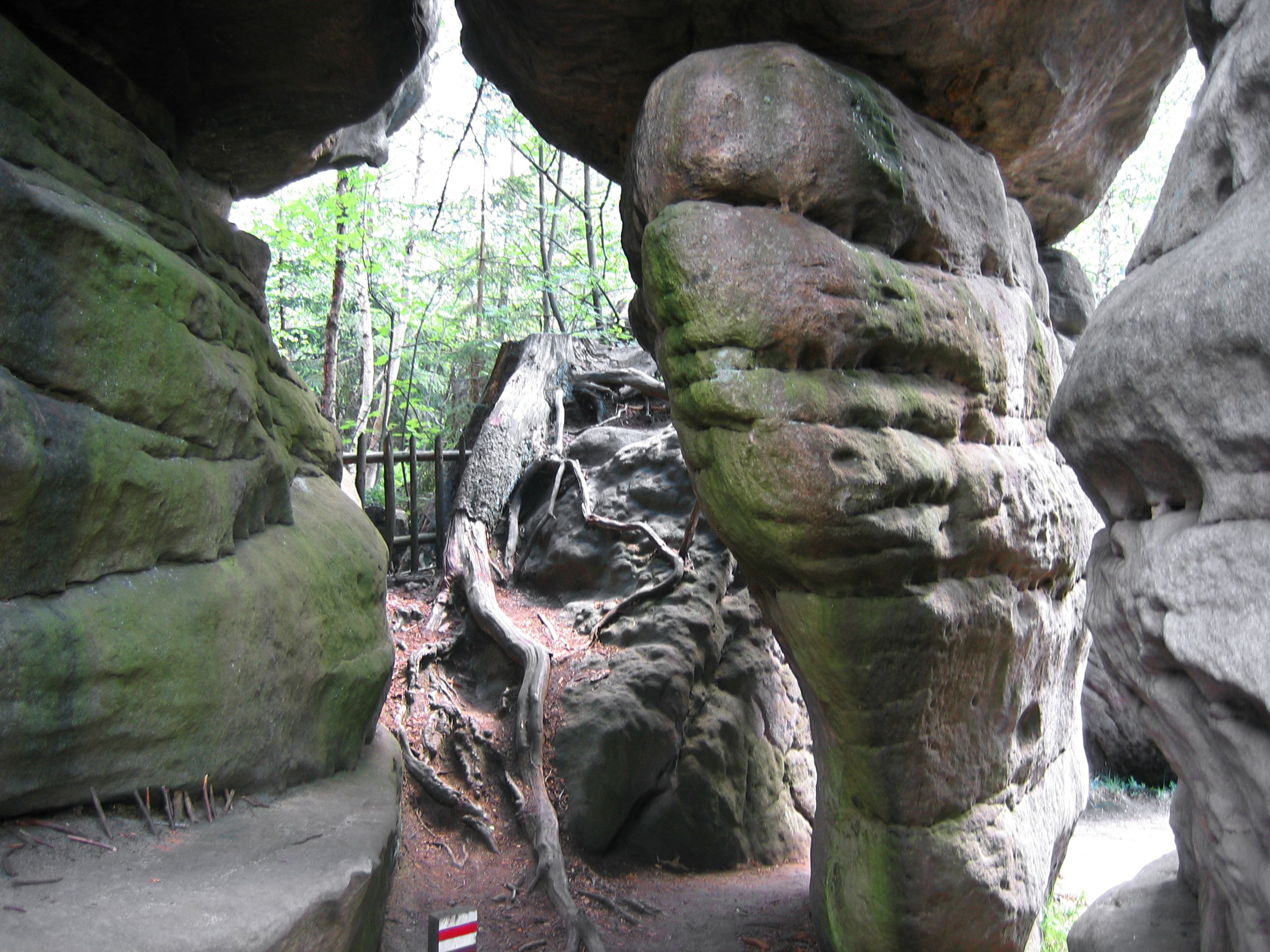
Rochas Errantes - uma rocha chamada "O Navio"

Há duas trilhas através das Montanhas Tabulares:
- de Duszniki-Zdrój a Karłów
- de Polanica-Zdrój a Karłów,
- entre várias formas de rocha, como clubes de rocha, cogumelos ou pilares, existe uma trilha turística de várias centenas de metros.[1] Algumas das rochas têm seus próprios nomes, como Stołowy Głaz, Tunel, Kuchnia ou Kurza Stopka.[1] Nos lugares mais estreitos, os turistas têm que se espremer entre as fendas rochosas, com várias dezenas de centímetros de espessura.[1]

## Nome

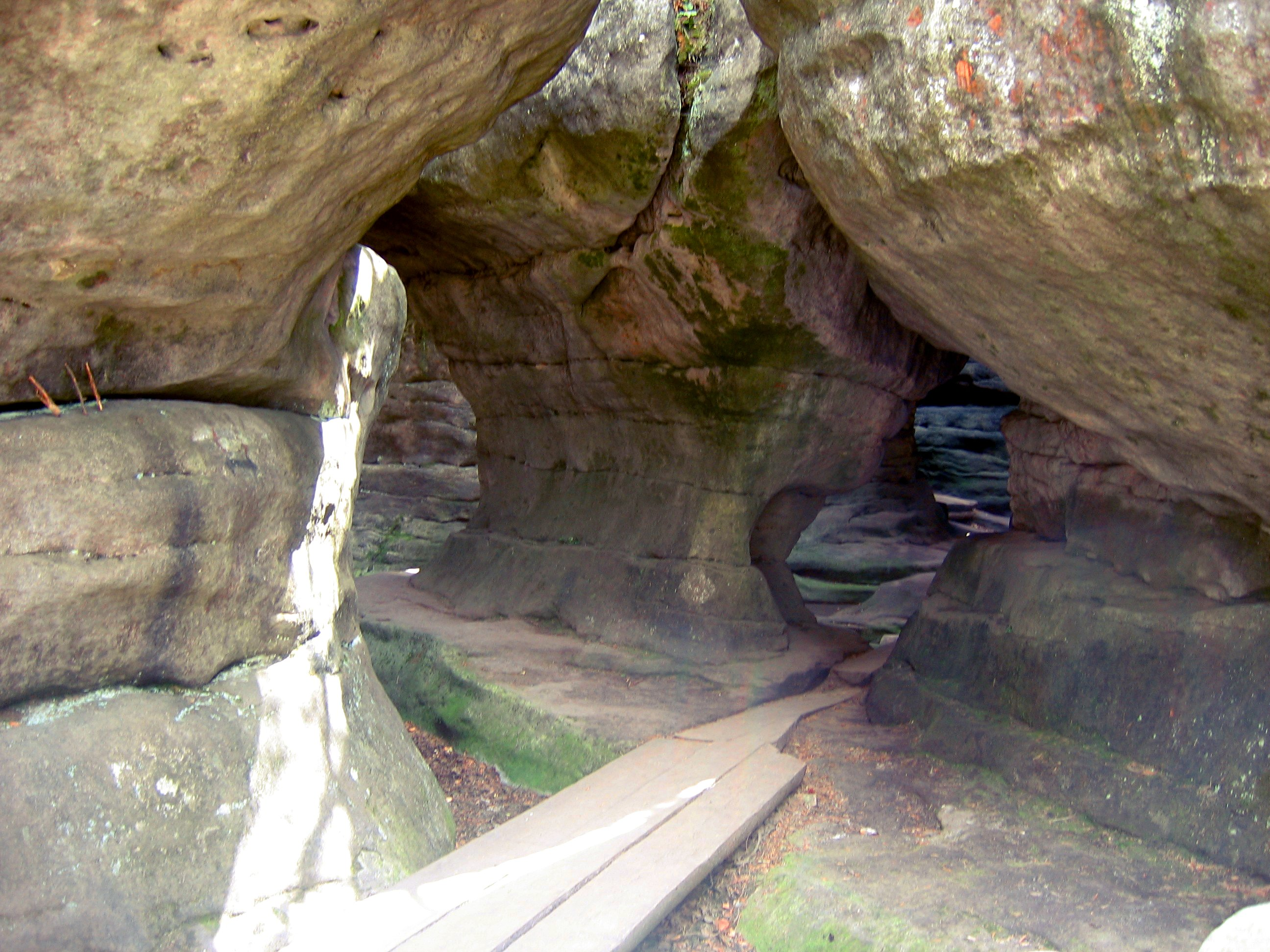
Rochas Errantes – corredores

Por alguns anos após a Segunda Guerra Mundial, Rochas Errantes (Błędne Skały) foram mais frequentemente referido como Wilcze Doły. Este termo foi usado por, entre outros soldados das Forças de Proteção de Fronteira em reportagens situacionais, jornalistas em reportagens na imprensa ou alguns autores de guias, como Anna e Ignacy Potoccy. Às vezes, Rochas Errantes eram comparado às ruínas de um castelo. Segundo a lenda, Rochas Errantes foram criadas por Liczyrzepa.

## Curiosidades

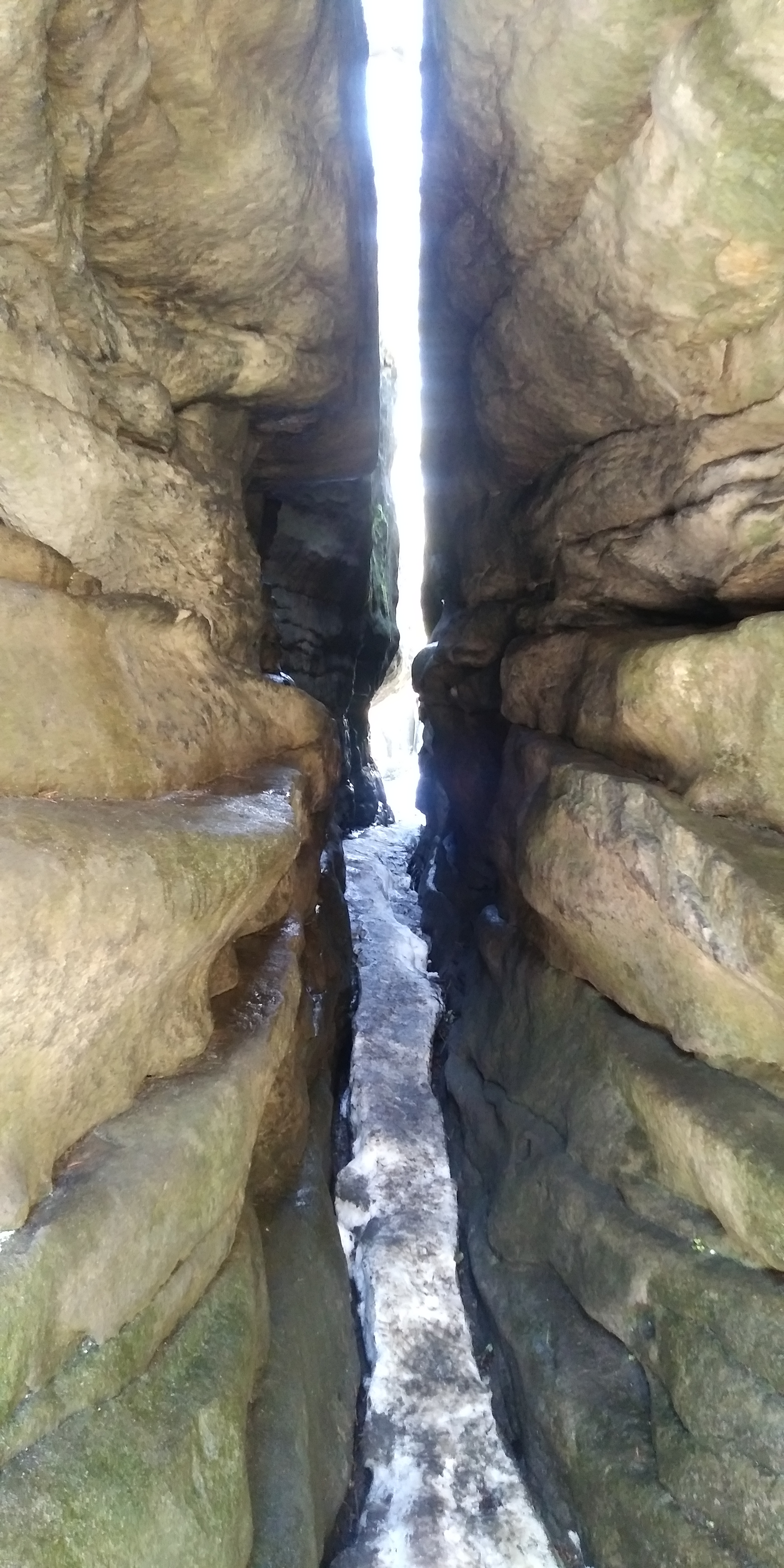
Rochas Errantes – no primeiro dia da primavera

Nas Rochas Errantes foram filmados os filmes: As Crónicas de Nárnia: Príncipe Caspian, Amigo do Diabo Feliz (pol. Przyjaciel wesołego diabła) e Dois Mundos (ang. Spellbinder).